# 동일노동 동일임금
동일노동 동일임금(영어: Equal pay for equal work)은 성별, 정규직, 파트타임, 파견 사원 등의 고용 형태, 인종, 종교, 국적 등에 관계 없이 동일한 직업에 종사하는 노동자에 대하여 동일한 임금 수준을 적용하고 노동의 양에 따라 임금을 지급한다는 임금 정책의 원칙이다. 국제 노동 기구(ILO)는 이 원칙을 국제 노동 기구 헌장에 실었으며, 기본적 인권의 하나로 보고 있다. 국제 인권법에서도 경제적 및 사회적, 문화적 권리에 관한 국제 협약 제7조와 사람과 인민의 권리에 관한 아프리카 헌장 제15조에서 근로권에 대해 이 원칙을 명시하고 있다. 경제학적으로 일물일가의 법칙을 노동 시장에 적용한 것이다.

## 국제적 동향

### 베르사이유 조약
베르사이유 조약에서 ‘동일가치의 노동에 대해서 남녀에게 동일한 금액의 보상을 지급하는’ 원칙(제13편 2관 427조)이 제기되었다. 이후 국제 노동 기구 헌장에서 ‘동일 가치 노동에 대한 동일 보수 원칙의 승인’을 들어 동일 가치 노동에 따른 동일 임금을 가장 중요한 원칙의 하나로 삼았다. 이와 관련하여 필라델피아 선언(1944년)에서도 ‘고용 및 직업에서의 차별 철폐’를 기본권으로 들어 ‘국제 노동 기구 회원국 모두가 존중하고 촉진하며 실현하는 의무를 부담’이라 하고 있다.

### 국제노동기구
그리고 국제 노동 기구 총회에서 1951년에 동일 가치 노동에 남녀 근로자에 대한 동일 보수에 관한 협약(국제 노동 기구 제100호 협약)을 채택하고 동일 가치 노동에 대한 남녀간 임금 격차를 금지하였다. 이후 1958년, 국제 노동 기구 총회는 고용 및 직업에 대한 차별대우에 관한 협약(국제 노동 기구 제111호 협약)을 채택하였는데, 노동자의 대우에 대한 모든 종류의 차별을 금지하여 인권 보장 협약으로서의 성격을 갖고 있다.

### 국제연합
이후 1979년, 국제 연합 제34회 총회에서 채택된 여성에 대한 모든 형태의 차별철폐에 관한 협약에서도 ‘동일 가치 노동에 대한 동일 보수 및 동일한 대우에 대한 권리와 노동의 질 평가에 관한 취급과 평등에 대한 권리’(제3편 11조 d항) 확보에 필요한 조치를 취할 것을 협약 당사국들에게 요구하고 있다.

### 세계인권선언
세계인권선언의 제23조에서는 노동인권을 다루고 있는데, 노동조합 활동, 동일노동 동일임금을 말하고 있다.

## 나라들의 예

### 덴마크
덴마크에서는 노동기간에 따라 임금이 오르는 호봉제 또는 연공서열제를 적용하지 않음으로써 동일노동 동일임금을 적용한다.

### 독일
독일에서는 노사의 단체교섭으로써 외국인 노동자들도 동일노동 동일임금이 시행되고 있으며, 건설업은 1996년 파업으로써 외국인 노동자들도 독일 노동자들과 같은 임금을 받는다. 한국방송 박종훈 기자에 따르면, 독일 노동자들의 파업은 외국인 노동자들의 노동인권을 위해서가 아니라 일자리를 외국인 노동자들에게 뺏기지 않기 위해서였다. 당시 건설사들은 독일 노동자들보다 월급이 적은 외국인 노동자들을 먼저 고용해서, 독일 노동자들은 일자리를 뺏겨서 일할 수 없었다. 그래서 동일노동 동일임금을 적용하도록 사용자들을 압박한 것이었다. 임금이 동일한 상황에서는 기업이 자국민을 제치고 외국인을 먼저 채용할 이유가 전혀 없기 때문이다.

### 대한민국
대한민국에서는 직종에 따라 동일노동 동일임금이 적용되지 않는 경우가 있다.
공공기관 중에서 우체국, 우편집중국, 국제우편물류센터, 우체국 시설관리단 같이 우정사업본부에 소속된 사업장에서는 호봉제가 적용되어 정규직과 비정규직이 같은 일을 하는데도, 임금은 50%이거나(무기계약 비정규직 집배원인 상시계약집배원의 사례),33%(우정실무원 즉 우체국, 우편집중국, 우체국 물류지원단 부평물류센터 등에서 내근하는 무기계약직이나 기간제인 비정규직), 우체국 물류지원단 무기계약 비정규직 운전노동자, 임기제 공무원 곧 비정규직 공무원, 우정실무원들은 통상임금인 상여금과 정기급식, 교통비에서 차별을 받고 있다. 특히 우정실무원들은 일용직이기 때문에 근로소득도 불안정하다. 민간기업에서는 중소기업 비정규직 노동자들이 받는 임금이 대기업 정규직 노동자들이 받는 임금의 37%에 불과하다. 근로기준법 제 6조에서는 균등한 처우를 하도록 되어 있다.

## 같이 보기
- 빈곤의 여성화
- 유리 천장
- 일물일가의 법칙